# John Bergamo
John Bergamo (* 28. Mai 1940 in Englewood, New Jersey; † 19. Oktober 2013) war ein US-amerikanischer Schlagzeuger und Komponist.

## Leben und Wirken
Bergamo besuchte 1959 die Lenox School of Jazz in Lenox Massachusetts und studierte bis 1962 an der Manhattan School of Music. Er war Schüler von Max Roach (Schlagzeug), Percy Heath und Kenny Dorham (Jazz) sowie Gunther Schuller, Marshall Stearns und George Russell (Musiktheorie und -geschichte).
1962 nahm er an den Darmstädter Ferienkursen teil; daneben besuchte er auch Sommerkurse in Tanglewood. 1964 kam er zu den Creative Associates der State University at Buffalo, einer Gruppe von Musikern unter Leitung von Lukas Foss, die sich der Aufführung avantgardistischer Werke des 20. Jahrhunderts widmete und der unter anderem die Komponisten George Crumb, Sylvano Bussotti, Mauricio Kagel und Fred Myrow, der Perkussionist Jan Williams, der Bassist Buell Neidlinger, der Oboist und Saxophonist Andrew N. White III, die Sänger Carol Plantamura, Sylvia Brigham Dimiziani und Larry Bogue, der Posaunist Vinko Globokar, der Violinist Paul Zukofsky, der Klarinettist Sherman Friedlander, der Cellist Jay Humeston, der Pianist Michael Sahl, der Violist Jean Depuey und der Flötist Karl Kraber angehörten.
Seit Ende der 1960er Jahre studierte er auch außereuropäische Perkussionstraditionen: indonesische bei K. R. T. Wasitodiningrat und I Nyoman Wenten, afrikanische bei Alfred und Kobla Ladzekpo sowie indische bei Ali Akbar Khan, Mahapurush Misra, Shankar Ghosh, Swapan Chaudhuri, T. H. Subash Chandran, T. H. Vinayakram, T. Ranganathan, Poovalur Srinivasan und P. S. Venkatesan.
Seit 1970 war Bergamo Koordinator des Perkussionsprogramms am California Institute of the Arts (CalArts). 1976 gründete er mit Larry Stein, Ed Mann, James Hildebrandt, Greg Johnson, Paul Anceau und Steven Mosko die Perkussionsgruppe Repercussion Unit, 1997 mit Andrew Grueschow, Randy Gloss und Austin Wrinkle die Perkussionsgruppe Hands On'Semble. Er arbeitete mit Musikern wie John McLaughlin und Robert Shaw, mit dem er eine Tournee durch die Sowjetunion unternahm, und zeitweise mit Frank Zappas Abnuceals Emukka Orchestra.
Neben einer Reihe von Alben nahm Bergamo mehrere Videos für den Perkussionsunterricht auf, spielte in Soundtracks von Filmen mit, veröffentlichte Artikel in Fachzeitschriften und komponierte Werke für Perkussionsinstrumente.